# Joachim Wach
Joachim Wach (né le 25 janvier 1898 à Chemnitz et mort le 27 août 1955 à Orselina) est un sociologue des religions allemand, naturalisé américain en 1946.

## Études
Il est issu de la grande famille juive des Mendelssohn, tant du côté de sa mère que de son père. Après ses études secondaires au Vitzthum'sche Gymnasium de Dresde en 1916, il sert comme soldat et officier sur le front de l'Est pendant la Première Guerre mondiale.
Dès 1917, il s'inscrit à la Faculté de philosophie de l'université de Leipzig. Il étudie par la suite à Munich, Berlin et Fribourg-en-Brisgau avant de revenir à Leipzig en 1920 pour sa thèse qu'il soutient en 1922 et fait publier la même année sous le titre : La pensée de la rédemption et son interprétation. Il étudie ensuite à Heidelberg, où il est habilité en 1924 avec son ouvrage Études religieuses - Prolégomènes sur ses bases scientifiques et théoriques, dans lequel il présente un concept complètement nouveau des études religieuses.

## Carrière universitaire
En 1924, il devient Privatdozent à la Faculté de philosophie de l'université de Leipzig, puis, en 1927, il obtient un poste d'enseignant en sociologie des religions et deux ans plus tard, il est nommé professeur agrégé d'études religieuses . En 1930, il obtient un autre doctorat en théologie à Heidelberg grâce au deuxième volume de son ouvrage Das Verstehen.
Jusqu'en 1935, il a une activité d'enseignement variée à Leipzig, équilibrant études religieuses, sociologie religieuse et sujets philosophiques, mais les nazis lui retirent son permis d'enseigner en raison de ses origines juives (cf. loi relative au rétablissement de la fonction publique professionnelle ). 
Il réussit à émigrer aux États-Unis, où il enseigna la littérature biblique à l'Université Brown de 1935 à 1939 en tant que professeur invité, puis de 1939 à 1946 en tant que professeur agrégé d'histoire des religions. À partir de 1945, il exerce sa profession en tant que professeur titulaire à la chaire d'études religieuses de la Divinity School de l'Université de Chicago. En 1946, il obtient la citoyenneté américaine. 
Les activités religieuses des églises américaines ont influencé de plus en plus Wach, qui a fortement préconisé l'inclusion des études religieuses dans l'enseignement théologique : c'est ainsi que, dans les années 1950, il tente de refonder les aspects méthodologiques et théoriques des études religieuses. 
Il meurt subitement d'une crise cardiaque le 27 août 1955 à Orselina près de Locarno en Suisse, où il rendait visite à sa mère et à sa sœur.

## Œuvre
Wach a essayé de faire des sciences religieuses une science autonome. Pour lui, il s’agissait d’une science compréhensive, et non d’une science explicative, dont le sujet était la diversité des religions empiriques. 
Au lieu de l’idée d'évolution qui dominait auparavant les études religieuses, Wach a appelé à une enquête historico-systématique sur les religions en excluant explicitement la question de la vérité. Cependant, les religions ne peuvent être comprises sans leur signification religieuse, un aspect qui a pris de l'importance dans l'œuvre de Wach au fil du temps.
Bien qu’il fût lui-même théologien, il traçait une frontière nette entre science religieuse et théologie. Le théologien doit introduire et interpréter la tradition normative, tandis que le spécialiste de science religieuse doit montrer l'essence d'une religion par la compréhension, notamment celle de l'expérience religieuse : il doit montrer ce que l'on croit, et non ce qu'il faut croire. Dans une démarche comparative, le chercheur peut même montrer l’essence de la religion. Cette élaboration du type est la tâche de la systématique formelle de la religion, qui se distingue donc de l'histoire empirique de la religion. Cependant, Wach lui-même n’a jamais accédé à cette exigence. Au contraire, dans son ouvrage publié à titre posthume, The Comparative Study of Religions (1958), il abandonne largement le caractère empirique des études religieuses et en fit un type de théologie naturelle. L'expérience religieuse, qui a toujours été importante dans la pensée de Wach, est désormais interprétée théologiquement comme une réponse à la « réalité ultime ».

## Œuvres
- L'idée du salut et son interprétation. Hinrichs, Leipzig 1922.
- Sur la méthodologie des études religieuses générales. Dans : Journal de Mission et d'Histoire Religieuse ZRMG 38, 1923, p. 33-55.
- Études religieuses. Prolégomènes sur son fondement scientifique et théorique. Hinrichs, Leipzig 1924.
  - Nouvelle éd. et présenté par Christoffer H. Grundmann. Spencer, Waltrop 2001.
  - Anglais : Introduction à l'histoire des religions. 1988.
- Maître et disciple. Deux considérations religieuses et sociologiques. Tubingen 1925.
- Mahāyāna, notamment en ce qui concerne le Saddharna-Pundarika Sūtra. Munich 1925.
- La théorie des types de Trendelenburg et son influence sur Dilthey . Mohr, Tübingen 1926
- La compréhension. Fondements d'une histoire de la théorie herméneutique au XIXe siècle Siècle. 3 tomes 1929-1933.
- Art. Sociologie de la religion, dans : Dictionnaire concis de sociologie, éd. Alfred Vierkandt, Stuttgart 1931, 2. Édition 1961.
- Introduction à la sociologie des religions. Tubingen 1931.
- Le problème de la culture et de la psychologie médicale. Gustav Thième, Leipzig 1931.
- Types d'anthropologie religieuse. Barth, Leipzig 1932.
- Le problème de la mort dans la philosophie de notre temps. Mohr, Tubingue 1934.
- Sociologie de la religion, Chicago 1944. 9. Édition 1962.
  - Allemand : Sociologie de la religion. 1951.
- Types d'expérience religieuse, chrétienne et non chrétienne. Chicago 1951.